# Legend of the Bone Carver
Legend of the Bone Carver är ett album av det danska power metal-bandet Pyramaze, det släpptes 2006. Det är deras andra album, och ett konceptalbum som följer historien om Benristaren (The Bone carver).

## Låtlista
1. "Era of Chaos" - 1:17
2. "The Birth" - 5:52
3. "What Lies Beyond" - 4:26
4. "Ancient Words Within" - 5:37
5. "Souls in Pain" - 5:16
6. "She Who Summoned Me" - 5:53
7. "The Bone Carver" - 5:06
8. "Bring Back Life" - 4:55
9. "Blood Red Skies" - 3:31
10. "Tears of Hate" - 6:00
11. "Flame and Retribution" (Bonuslåt i Japan)

## Om låtarna/Benristarens tidslinje
All musik och text skrevs av Michael Kammeyer, förutom Blood Red Skies, Flame And Retribution och Era Of Chaos, som srevs av Jonah Weingarten.
- Era of Chaos, ondska och godhet existerar bägge två, men ondskan växer. Alla varelser känner detta, och när hoppet minskade kom önskan för en räddare.
- The Birth, Benristaren föds av önskan, av ljus. Hans styrka känns redan från början, trots att han är så liten.
- What Lies Beyond, Benristaren är ännu mycket ung, men han växer snabbt, och vet att där han finns finns inte ondskan, men han vet att den finns utanför, och den rör sig. Han vet att han är annorlunda.
- Ancient Words Within, nu finner Benristaren de antika ord som finns inom honom, han vet inte varför de finns där, varför han talar dem.
- Souls in Pain, Benristaren ger sig ut på sitt uppdrag. Överallt finner han ondskan och döden den sprider, och utvecklar ett hat mot den. Allt som finns kvar av ondskans offer är deras ben.
- She Who Summoned Me, Benristaren är försvunnen, han vet inte riktigt vem han är, eller varför han är där, han vet inte hur han ska besegra ondskan, då finner han henne. Hon som kallade honom, och Benristaren finner meningen med sitt uppdrag.
- The Bone Carver, Benristaren vet nu hur han ska gå tillväga för att krossa ondskan, han ska med sin kniv rista in de antika orden i de dödas ben, och på så sätt ska de åter komma till jorden för att kämpa på hans sida i en slutlig strid.
- Bring Back Life, Benristaren för hopp till världens goda varelser, och låter dem veta att skräckens tid snart är över, han börjar föra de döda tillbaka till livet.
- Blood Red Skies, de goda varselserna kommer med vad som finns kvar av sina döda älskade, och Benristaren ristar orden i deras ben, och de får åter liv för att sluta sig till honom till det sista slaget mot ondskan.
- Tears of Hate, den gyllene armén ledd av Benristaren kommer för att förgöra ondskan, och i slutet återställs freden. Alla varelser får en ny chans, som de använder för att skapa gott och växa. Ingen vet vad som blir av Benristaren, men det tros att han återvänder till sitt hem, till kvinnan som kallade honom. Han blir till slut inget mer än en legend.
- Flame and Retribution, en instrumental låt som endast finns med på den japanska versionen av albumet. Den har inget med Legenden om Benristaren att göra.

## Banduppsättning
- Michael Kammeyer - gitarr
- Lance King - sång
- Toke Skjønnemand - gitarr
- Niels Kvist - bas
- Morten Gade Sørensen - trummor
- Jonah Weingarten - keyboard

### Gästmusiker
- Christina Øberg - kvinnlig sång på She Who Summoned Me och Blood Red Skies
- Tommy King - barnröst på What Lies Beyond